# Francesco Blando
Francesco Blando (Moncalieri, 18 gennaio 1901 – Casale Monferrato, 29 giugno 1946) è stato un calciatore italiano, di ruolo mezzala.

## Carriera
Fece il suo esordio con la Juventus contro il Milan il 9 aprile 1922 in un pareggio per 0-0, mentre la sua ultima partita fu contro il Bologna il 6 maggio 1923 in un pareggio per 2-2 in cui segnò anche una rete. Nelle sue due stagioni bianconere collezionò 21 presenze e 12 reti.
Nel 1923 venne ingaggiato dal Casale; mentre nel 1926 dal Saluzzo, dove giocò fino al 1931.

## Statistiche

### Presenze e reti nei club
| Stagione        | Club            | Campionato      | Campionato | Campionato |
| Stagione        | Club            | Comp            | Pres       | Reti       |
| --------------- | --------------- | --------------- | ---------- | ---------- |
| 1921-1922       | Juventus        | Prima Divisione | 1          | 0          |
| 1922-1923       | Juventus        | Prima Divisione | 21         | 12         |
| Totale Juventus | Totale Juventus |                 | 22         | 12         |
| Totale carriera | Totale carriera |                 | 22         | 12         |